# Hahn (Hunsrück)
Hahn is een dorpje in de Duitse deelstaat Rijnland-Palts en maakt deel uit van de Rhein-Hunsrück-Kreis.
Hahn telt 197 inwoners.
Hahn wordt door de Bundesstraße 50, die hier veel op een Autobahn lijkt, gescheiden van de wat grotere, ten zuiden van Hahn gelegen, plaatsen Büchenbeuren en ten oosten daarvan Sohren.

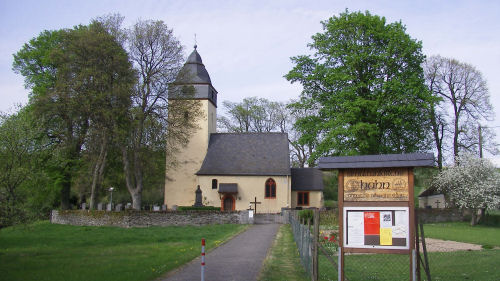
Sint-Antoniuskerk, Hahn

Het dorpje beschikt over een 14e-eeuws kerkje. Deze Sint-Antoniuskerk is een zogenaamde simultaankerk. Dat houdt in, dat zowel rooms-katholieke als evangelisch-lutherse christenen het gebouw voor hun erediensten gebruiken.

## Bestuur
De plaats is een Ortsgemeinde en maakt deel uit van de Verbandsgemeinde Kirchberg.

## Luchthaven
Na de Tweede Wereldoorlog werd er te Hahn een Amerikaanse luchtmachtbasis aangelegd. Deze werd in 1993 opgeheven en vervolgens omgebouwd tot een civiele luchthaven. Deze wordt thans vooral aangevlogen door low-fare-luchtvaartmaatschappijen. Wie naar deze Flughafen Frankfurt-Hahn  een vliegticket boekt, kan dit combineren met een kaartje voor de snelbus naar Frankfurt. In het aan Hahn grenzende dorp Lautzenhausen staan de passagiersterminal van het vliegveld, een hotel en een groot parkeerterrein met ook bushaltes.
Ondanks de afstand van ca. 125 km naar Frankfurt (Main) noemt de luchthaven zich Flughafen Frankfurt-Hahn (Engels: Frankfurt Hahn Airport) en etaleert hij zich als de „tweede luchthaven van Frankfurt”. Het vliegtuiglawaai maakt het onmogelijk, de dorpen  Hahn en Lautzenhausen met een nieuwbouwwijk uit te breiden.
Alterkülz ·
Altweidelbach ·
Argenthal ·
Badenhard ·
Bärenbach ·
Belg ·
Belgweiler ·
Bell (Hunsrück) ·
Beltheim ·
Benzweiler ·
Bergenhausen ·
Beulich ·
Bickenbach ·
Biebern ·
Birkheim ·
Boppard ·
Braunshorn ·
Bubach ·
Buch ·
Büchenbeuren ·
Budenbach ·
Damscheid ·
Dichtelbach ·
Dickenschied ·
Dill ·
Dillendorf ·
Dommershausen ·
Dörth ·
Ellern ·
Emmelshausen ·
Erbach ·
Fronhofen ·
Gehlweiler ·
Gemünden ·
Gödenroth ·
Gondershausen ·
Hahn ·
Halsenbach ·
Hasselbach ·
Hausbay ·
Hecken ·
Heinzenbach ·
Henau ·
Hirschfeld ·
Hollnich ·
Holzbach ·
Horn ·
Hungenroth ·
Kappel ·
Karbach ·
Kastellaun ·
Keidelheim ·
Kirchberg ·
Kisselbach ·
Klosterkumbd ·
Kludenbach ·
Korweiler ·
Kratzenburg ·
Külz ·
Kümbdchen ·
Lahr ·
Laubach ·
Laudert ·
Laufersweiler ·
Lautzenhausen ·
Leiningen ·
Liebshausen ·
Lindenschied ·
Lingerhahn ·
Maisborn ·
Maitzborn ·
Mastershausen ·
Mengerschied ·
Mermuth ·
Metzenhausen ·
Michelbach ·
Mörschbach ·
Mörsdorf ·
Morshausen ·
Mühlpfad ·
Mutterschied ·
Nannhausen ·
Neuerkirch ·
Ney ·
Nieder Kostenz ·
Niederburg ·
Niederkumbd ·
Niedersohren ·
Niedert ·
Niederweiler ·
Norath ·
Ober Kostenz ·
Oberwesel ·
Ohlweiler ·
Oppertshausen ·
Perscheid ·
Pfalzfeld ·
Pleizenhausen ·
Ravengiersburg ·
Raversbeuren ·
Rayerschied ·
Reckershausen ·
Reich ·
Rheinböllen ·
Riegenroth ·
Riesweiler ·
Rödelhausen ·
Rödern ·
Rohrbach ·
Roth ·
Sankt Goar ·
Sargenroth ·
Schlierschied ·
Schnorbach ·
Schönborn ·
Schwall ·
Schwarzen ·
Simmern/Hunsrück ·
Sohren ·
Sohrschied ·
Spesenroth ·
Steinbach ·
Thörlingen ·
Tiefenbach ·
Todenroth ·
Uhler ·
Unzenberg ·
Urbar ·
Utzenhain ·
Wahlbach ·
Wahlenau ·
Wiebelsheim ·
Womrath ·
Woppenroth ·
Würrich ·
Wüschheim ·
Zilshausen